# Habitam Alemu
Habitam Alemu (Etiopía, 9 de julio de 1997) es una atleta etíope, especialista en la prueba de 800 m, en la que logró ser medallista de bronce africana en 2018

## Carrera deportiva
En el Campeonato Africano de Atletismo de 2018 celebrado en Asaba (Nigeria) ganó la medalla de bronce en la prueba de 800 metros, con un tiempo de 1:58.86 segundos, tras la sudafricana Caster Semenya (oro con 1:56.06 segundos que fue récord de los campeonatos) y la burundesa Francine Niyonsaba (plata con 1:57.97 segundos).